# Walluf
Walluf é um município da Alemanha, situado no distrito de Rheingau-Taunus, no estado de Hesse. Tem 6,74 km² de área, e sua população em 2019 foi estimada em 5.522 habitantes.